# Coppa del Mondo di pugilato (AIBA)
La Coppa del Mondo di pugilato è una competizione internazionale di pugilato organizzata dall'AIBA, nella quale, per ogni Paese, combattono i migliori pugili per ciascuna categoria di peso.
Dopo le fasi preliminari, i vincitori di ogni gruppo si affrontano nelle fasi finali. Organizzata dal 1979 fino al 2008, è poi ripresa nel 2023.
| Anno | Edizione             | Luogo             | Date            | Vincitore |
| ---- | -------------------- | ----------------- | --------------- | --------- |
| 2005 | Coppa del Mondo 2005 | Mosca, Russia     | 12 - 17 luglio  | Russia    |
| 2006 | Coppa del Mondo 2006 | Baku, Azerbaigian | 15 - 22 ottobre | Cuba      |
| 2008 | Coppa del Mondo 2008 | Mosca, Russia     | 5 - 15 dicembre | Cuba      |